# Tasman (Software)
Tasman ist eine Browser-Engine von Microsoft für Mac OS.
Der Renderer wurde 2000 erstmals in der Macintosh-Version von Internet Explorer 5 eingesetzt. Tasman sollte die vom World Wide Web Consortium geschaffenen Web-Standards besser unterstützen, als die bisher verwendete Trident-Engine. Zum Zeitpunkt der Veröffentlichung galt Tasman als die Engine mit der besten Unterstützung für Web-Standards wie HTML und CSS. Die Entwicklung des Internet Explorer for Mac wurde 2003 eingestellt, jedoch wurden neuere Versionen der Tasman-Engine in anderen Microsoft-Produkten verwendet, so unter anderem in Microsoft Office 2004 und 2008 oder MSN for Mac OS X; mit Office 2011 wechselte Microsoft auf WebKit, der Safari-Engine.
Die Tasman-Engine wurde unter Leitung von Tantek Çelik entwickelt.

## Versionen
Die erste Version der Tasman-Engine (als „v0“ bezeichnet) wurde am 27. März 2000 mit dem Internet Explorer 5 Macintosh Edition veröffentlicht. Mit Erscheinen des Internet Explorer 5.1 for Mac folgte dann Version 0.1 der Engine.
Am 15. Mai 2003 stellte Microsoft den abonnement-pflichtigen Browser MSN for Mac OS X vor, der mit der Tasman-Version 0.9 aufwartete. In einer Nachricht an die Newsgroup Mac Internet Explorer Talk listete der damalige Manager des Internet Explorer for Mac Jimmy Grewal einige Verbesserungen auf:
- Vollständige Unicode-Unterstützung.
- Verbesserte CSS-Unterstützung (CSS3 Selectors, CSS TV Profile und @media).
- Verbesserte Unterstützung für das DOM.
- XHTML 1.0 und 1.1 Unterstützung (obwohl diese in MSN for Mac OS X noch nicht aktiviert war).
- Verbesserte Unterstützung für diverse Mac-OS‑X-Funktionen, unter anderem: CoreGraphics, ATSUI und CFSocket networking.

Am 11. Mai 2004 wurde Microsoft Office 2004 for Mac veröffentlicht, welches eine Version der Tasman-Engine in seiner E-Mail-Software Entourage verwendete.
Die Eingabe about:tasman in der Mac-Version des Internet Explorers zeigt eine Liste der Mitarbeiter, die an der Unterstützung des Acid1-Tests Anteil hatten.